# Harri Heliövaara
Harri Heliövaara (n. 4 iunie 1989, Helsingfors, Finlanda) este un jucător de tenis finlandez specializat la dublu. Cea mai înaltă poziție la dublu în clasamentul ATP este locul 7 mondial, în iunie 2023.  A câștigat două titluri de Grand Slam la dublu, Wimbledon 2024 și Australian Open 2025 alături de Henry Patten. Primul său titlu major a fost la US Open 2023, la proba de dublu mixt cu Anna Danilina. A câștigat alte șase titluri ATP Tour și 15 titluri ATP Challenger la dublu.